# Claudio López Silva
Carlos López Díaz (1921-Santiago, 6 de septiembre de 2015) fue un militar chileno con rango de mayor general del Ejército de Chile. Se desempeñó como intendente de la región de Magallanes y la Antártica Chilena durante la dictadura militar del general Augusto Pinochet, desde 1986 hasta 1987.

## Carrera militar
El 19 de diciembre de 1986, con el rango de mayor general fue nombrado como intendente de la región de Magallanes y la Antártica Chilena, en reemplazo del general Luis Danús Covián. En su nombramiento se le encargó el objetivo de preparar y organizar la visita del papa Juan Pablo II en la zona y que esta se transformase en un hecho político que lograse tener "connotación mundial".
Paralelamente, ocupó el puesto de comandante en jefe de la Región Militar Austral. Sin embargo, en pleno ejercicio de sus funciones, el 30 de junio de 1987 fue llamado a retiro del Ejército, a pesar de aquello continuó en el cargo ahora en calidad de civil, convirtiéndose en el primer civil intendente de la región desde el golpe de Estado del 11 de septiembre de 1973. Ejerció esa labor hasta el 23 de marzo de 1988, fecha en que presentó su renuncia a Augusto Pinochet, siendo reemplazado por el brigadier general Mario Navarrete Barriga.
En sus últimos años fue miembro de organizaciones relacionadas al ámbito castrense, como la Academia de Historia Militar de Chile y la Sociedad Chilena de Historia y Geografía. Estuvo casado en segundas nupcias con Mary Benedetti.
Falleció en Santiago de Chile el 6 de septiembre de 2015, a los 84 años. Sus restos descansan en el Cementerio General de Santiago, ubicado en la comuna de Recoleta.